# 서대문구

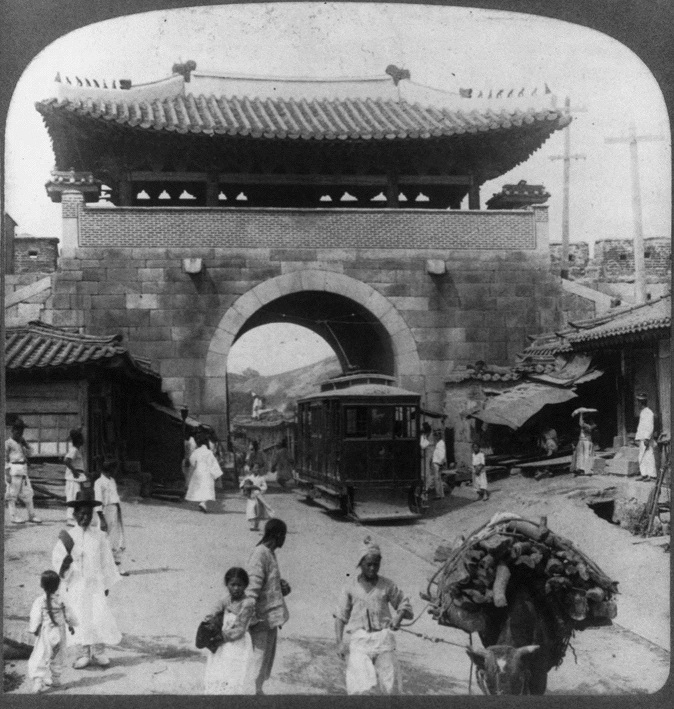
서대문(돈의문)

서대문구(西大門區)는 대한민국 서울특별시의 중서부에 있는 자치구이다. 북쪽과 서쪽으로는 은평구와 접하고, 동쪽으로는 종로구와 중구, 남쪽으로는 마포구와 접해 있으며 은평구와 마포구는 서대문구에서 분리된 지역이다. '서대문'의 명칭은 조선 시대의 도읍지인 한양의 서문인 서대문(돈의문)으로부터 비롯되었다. 하지만, 현재는 서대문이 헐린 자리는 서대문구가 아닌 종로구에 속해 있다.

## 역사

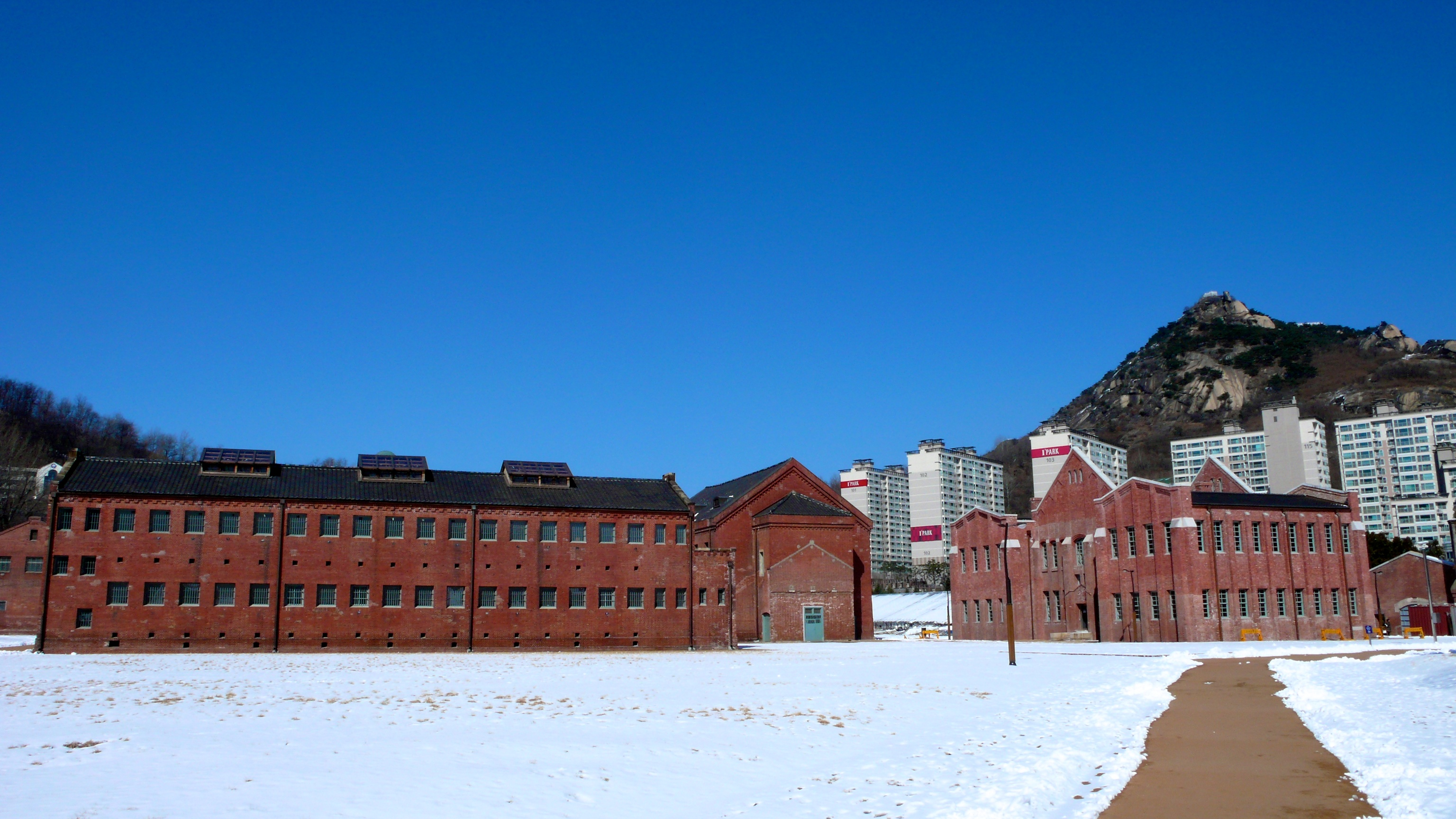
서대문 형무소

- 1943년 6월 10일 경기도 경성부 서대문구가 설치되었다.[3]
- 1944년 11월 1일 일부 지역이 마포구로 분리되었다.[4]
- 1945년 10월 16일 서대문구역소를 서대문구청으로 개칭하였다.
- 1946년 10월 1일 기존의 ~정(町)의 행정구역을 ~동(洞)으로 일괄 변경하였다.[5]
- 1949년 8월 13일 경기도 고양군 은평면이 서대문구로 편입되어 은평출장소가 설치되었다.[6][7]
- 1950년 3월 15일 리가 동으로 개칭되었고, 홍제외리는 홍은동으로 개칭되었다.
- 1964년 6월 1일 노고산동과 대현동 일부가 마포구에 편입되고, 마포구 아현동 일부가 서대문구로 편입되었다.
- 1973년 7월 1일 경기도 고양군 신도면 구파발리 등이 서대문구로 편입되었다.[8]
- 1975년 10월 1일 서대문구 중 평창동 등이 종로구로, 서소문동 등이 중구로, 상암동 등이 마포구로 편입되었다.[9]
- 1979년 10월 1일 서대문구 은평출장소가 은평구로 분리되었다.[10]
- 2008년 5월 6일 충정로동과 북아현3동이 충현동으로, 북아현1동과 북아현2동이 북아현동으로, 대신동과 창천동이 신촌동으로, 연희1~3동이 연희동으로, 홍제2동이 홍제1동으로, 홍은2동이 홍은1동으로 합동되고, 홍제4동이 홍제2동으로, 홍은3동이 홍은2동으로 개칭되었다.[11]

## 지리

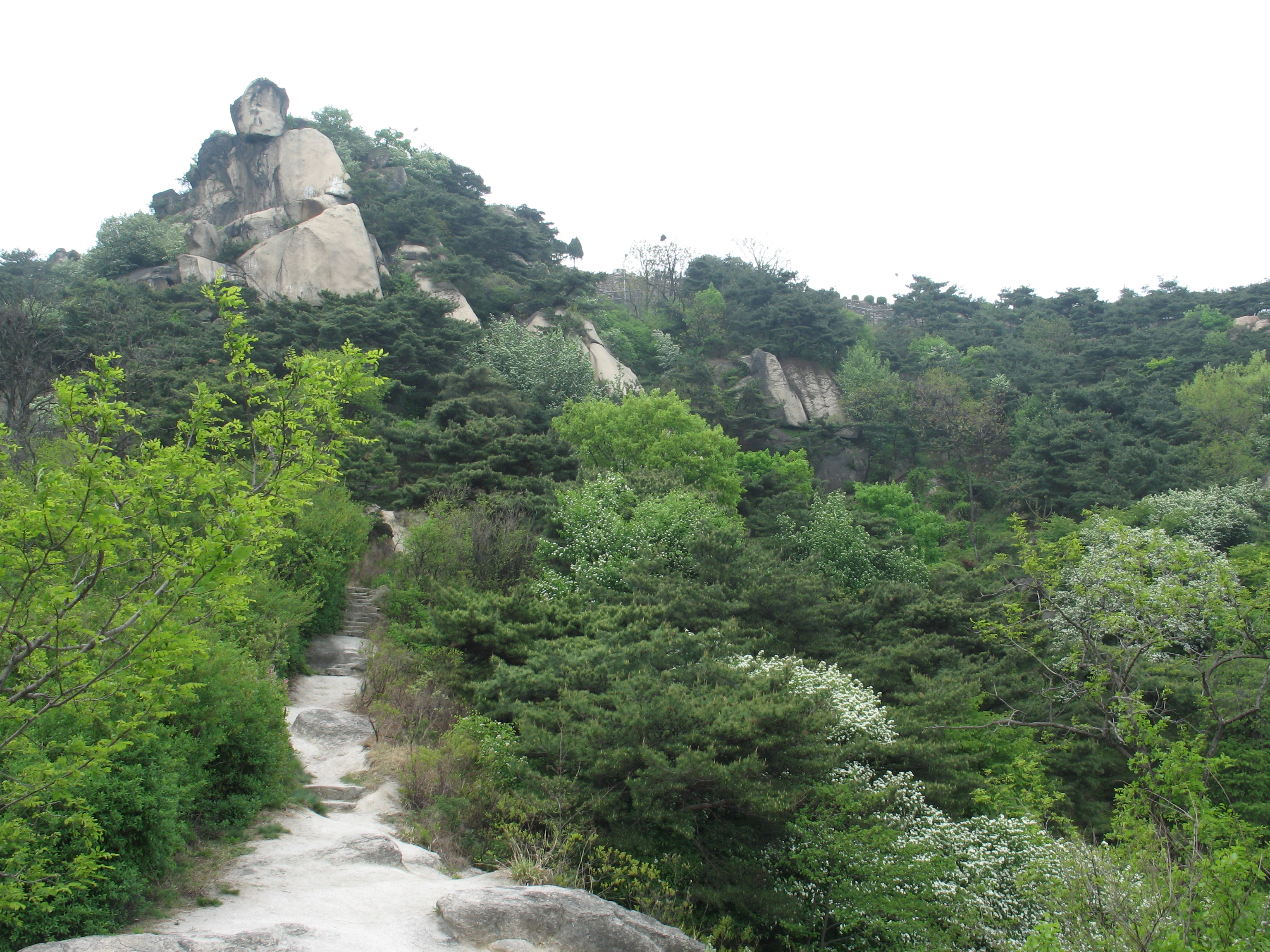
인왕산

서대문구는 동경 126˚와 북위 37˚에 위치한 비교적 온난한 지대로서 서울특별시 종로구 만세문 비각 도로원표로부터 반경 5km내에 위치하며, 구의 동쪽은 종로구와 중구에 접하여 있고 남쪽은 마포구, 서쪽은 은평구와 마포구 일부지역, 북쪽은 은평구에 접해 있으며, 대부분이 임야지, 분지, 구릉의 세 지역으로, 임야지는 인왕산(338m), 안산(296m)등 여러 봉우리가 종립하고 있어 홍은동, 홍제동 지역의 분지를 이루고 있다. 연연한 계곡일대에는 자연의 조화와 아울러 산지 수려한 선경을 이루고 있으며 한강을 향하여 서서히 감하고 있어 구 전체의 1/3을 차지하고 있으며, 세검천을 원류로 흘러내리는 홍제천과 불광천은 한강을 향해 나란히 흐르고 있어 쾌적한 환경을 조성하고 있다. 이처럼 자연녹지가 풍부한 환경으로 인해 일찍이 전형적인 주거지역을 이루어 노후주택 및 시민아파트가 밀집되어 있어 도로·주택 등에 대한 환경개선사업이 활발하게 이루어지고 있다. 또한 문화재와 사적지, 유서 깊은 대학을 비롯한 수십 개의 교육기관이 밀집된 문화와 교육의 중심지로서 그에 걸맞은 다양한 사업이 펼쳐지고 있다. 한편 산업화에 따른 도시의 다핵화 현상에 따라 지역별로 특성에 맞춰 다양하게 발전하고 있는데 충정로지역은 서울 도심부의 외곽을 형성하는 상업·업무지구로써의 기능을, 가좌지역은 유통과 주거의 기능을, 홍은 지역은 상업과 주거의 기능을 담당하고 있다. 특히 신촌 지역은 서울 부도심의 하나로 상업 지구를 이루고 있는 한편 연세대학교, 이화여자대학교 등 8개의 대학이 밀집되어 있는 만큼 젊은 문화의 거리로서의 모습을 갖추고 있다.

## 행정 구역

행정구역도

서울 서대문구의 행정 구역은 14동으로 구성되어 있으며, 면적은 17.61km2이다. 서대문구의 인구는 2012년 12월 31일을 기준으로 다음과 같다.
| 행정동      | 한자        | 면적 (km2) | 세대    | 인구 (명) |
| ----------- | ----------- | ---------- | ------- | --------- |
| 충현동      | 忠峴洞      | 1.08       | 9,270   | 20,749    |
| 천연동      | 天然洞      | 0.97       | 8,599   | 20,457    |
| 북아현동    | 北阿峴洞    | 0.46       | 5,008   | 11,227    |
| 신촌동      | 新村洞      | 2.63       | 10,757  | 21,586    |
| 연희동      | 延禧洞      | 3.05       | 18,752  | 43,419    |
| 홍제제1동   | 弘濟第1洞   | 1.23       | 11,427  | 27,841    |
| 홍제제2동   | 弘濟第2洞   | 1.06       | 6,085   | 15,927    |
| 홍제제3동   | 弘濟第3洞   | 0.82       | 8,346   | 20,292    |
| 홍은제1동   | 弘恩第1洞   | 1.58       | 10,488  | 26,748    |
| 홍은제2동   | 弘恩第2洞   | 2.06       | 11,972  | 30,100    |
| 남가좌제1동 | 南加佐第1洞 | 0.49       | 1,843   | 4,040     |
| 남가좌제2동 | 南加佐第2洞 | 0.78       | 12,819  | 30,972    |
| 북가좌제1동 | 北加佐第1洞 | 0.54       | 6,187   | 17,067    |
| 북가좌제2동 | 北加佐第2洞 | 0.85       | 13,551  | 34,308    |
| 서대문구    | 西大門區    | 17.61      | 135,104 | 324,733   |

## 인구
서울특별시 서대문구의 연도별 인구(내국인) 추이
| 연도   | 총인구    |  |
| ------ | --------- |  |
| 1966년 | 531,744명 |  |
| 1970년 | 784,325명 |  |
| 1975년 | 794,666명 |  |
| 1980년 | 417,854명 |  |
| 1985년 | 402,945명 |  |
| 1990년 | 385,476명 |  |
| 1995년 | 357,503명 |  |
| 2000년 | 348,769명 |  |
| 2005년 | 340,327명 |  |
| 2010년 | 307,562명 |  |
| 2015년 | 308,768명 |  |

## 문화
- 봉원사

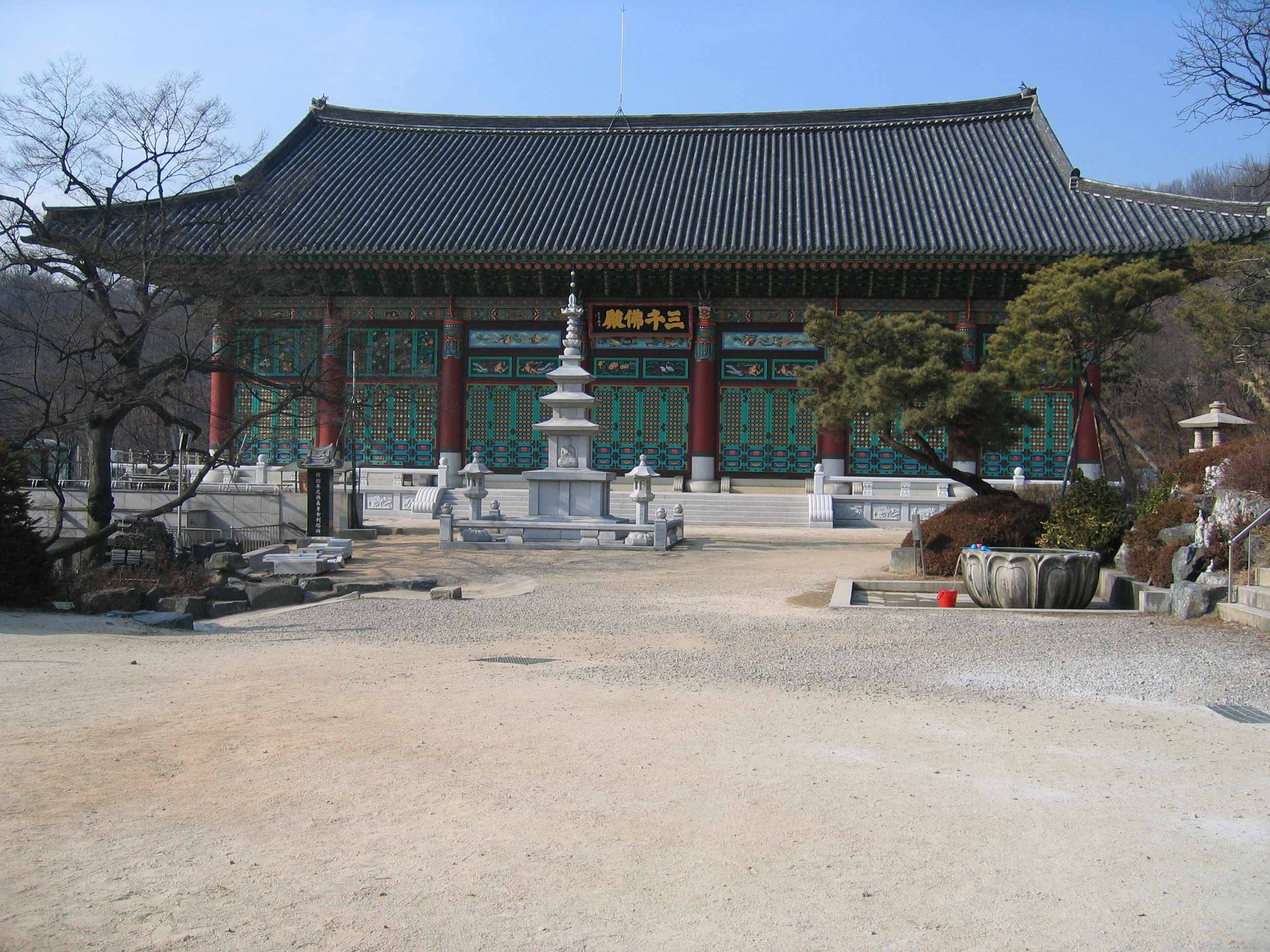
봉원사

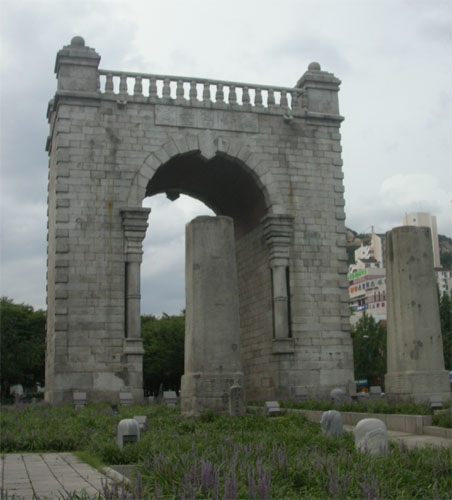
독립문

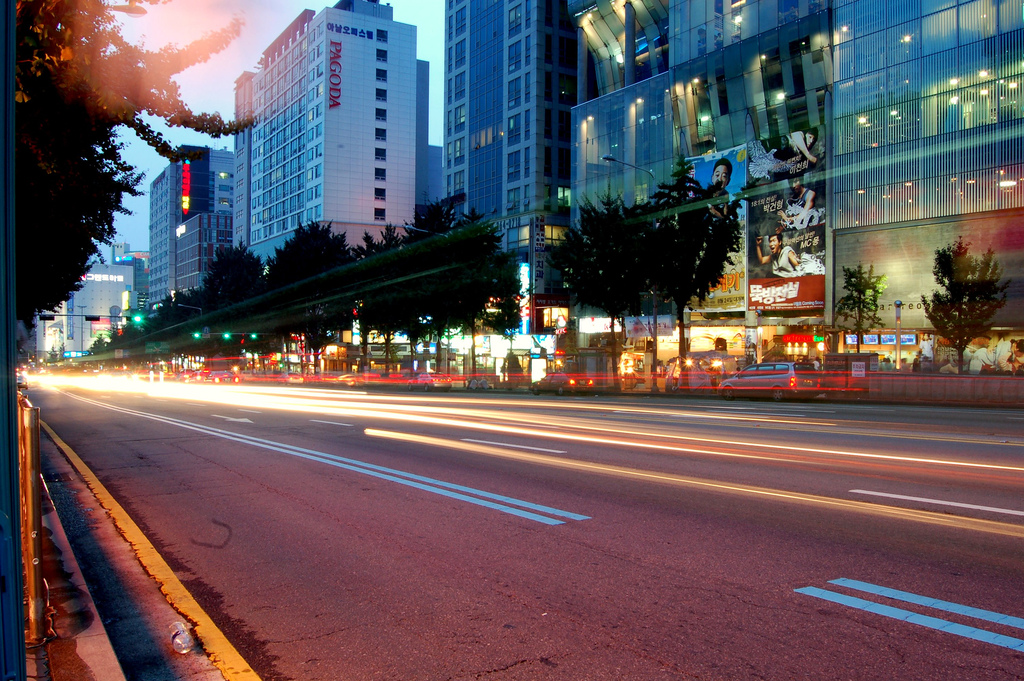
신촌 거리

한국불교 태고종의 총본산 사찰로, 봉원동 산1번지의 안산 자락에 있다. 신라 말기 진성여왕 3년인 889년에 도선이 처음 지은 것으로 전해진다. 당시의 이름은 반야사(般若寺)였다. 이후 고려 공민왕 때 보우가 크게 중창하였다. 조선 태조가 불교에 심취했을 때 삼존불을 조성해 봉원사에 봉안하였고, 사후에는 태조의 초상이 봉안되기도 했다.
- 독립문

독립협회가 중심이 되어 조선이 독립국임을 상징하기 위해 영은문을 무너뜨리고 그 터에 지은 문으로 서재필의 주도로 건립되었으며 세레딘 사바틴이 설계했고, 그 현판은 김가진의 작품이다. 1897년에 지어진 역사적 유물로, 서대문형무소와 함께 서대문독립공원에 위치해 있다. 지하철 3호선 독립문역에서 접근할 수 있다.
- 서대문형무소

1907년 융희 원년 대한제국을 점령한 한국통감부가 서울에 세운 형무소이다. 이후 해방 뒤에도 교도소, 구치소로 활용되다가 1987년 교도소 시설은 경기도 의왕시로 옮기고, 박물관, 문화재 형식으로 운영하고 있으며, 현재 형무소 건물에는 독립공원의 서대문형무소 역사관이 설치되어 있다. 대한제국 말기에 지어져 일제강점기 때의 독립운동뿐만 아니라 광복 이후 정치적 격변과 군사독재 정부에 대항한 민주화운동에 이르기까지 근현대사의 고난과 아픔을 간직한 역사의 현장이다.
- 신촌

서대문구 신촌동, 대현동, 창천동, 마포구 노고산동과 대흥동 일대를 일컫는 지명이다. 주변에 연세대학교, 이화여자대학교, 서강대학교, 홍익대학교, 명지대학교(인문캠퍼스) 등 대학교들이 밀집해 있어 젊은 문화가 발전하였다. 서울역에서도 멀지 않고 고양, 김포, 파주, 인천 등지로 연결되는 교통편이 발달하였으며, 많은 유흥업소 등이 모여 있어 사람들이 많이 찾는 서울의 대표적인 부도심이자 관광지 중 하나이다. 신촌오거리에 있는 서울 지하철 2호선 신촌역에서 바로 연결되고, 이화여자대학교 인근의 경의선 신촌역도 연계된다. 마포구 노고산동, 동교동, 서교동, 상수동, 신수동, 창전동 일대를 포함하는 서강대학교, 홍익대학교 주변도 신촌 권역에 속한다.
- 서대문자연사박물관

2003년에 문을 연 공립 박물관으로, 대한민국의 첫 자연사박물관이다.

## 교통 시설

### 철도
- 한국철도공사
  - 경의본선 (● 수도권 전철 경의·중앙선)
(중구) ← 신촌역 - 가좌역 → (은평구)
  - 용산선 (● 수도권 전철 경의·중앙선)
(경의본선 직결) ← 가좌역 → (마포구)
- 서울교통공사
  - ● 서울 지하철 2호선
(마포구) ← 충정로역 → (중구)
  - ● 서울 지하철 3호선
(은평구) ← 홍제역 - 무악재역 - 독립문역 → (종로구)
  - ● 수도권 전철 5호선
(마포구) ← 충정로역 → (종로구)

### 버스
서울 도심과 강서구, 관악구, 구로구, 양천구, 영등포구 은평구 등을 연결하는 간선버스 상당수가 서대문구를 통과하며, 인천광역시, 부천시, 김포시, 고양시로 가는 광역좌석버스도 상당수가 서대문구를 경유하거나 서대문구에서 회차한다. 인천국제공항으로 가는 공항버스도 있다.

#### 운행 업체
시내버스
| 업체명   | 대표자        | 위 치                                    | 비 고 |
| -------- | ------------- | ---------------------------------------- | ----- |
| 서부운수 | 김대성        | 응암로1길 17(북가좌동                    |       |
| 신촌교통 | 이기훈 이강호 | 수색로 42, 가-101호 (남가좌동, 좌원상가) |       |
| 원버스   | 이진용 신용주 | 수색로8길 5 (북가좌동)                   |       |
| 현대교통 | 이수선 전기영 | 모래내로 289 (홍은동)                    |       |

마을버스
| 업체명   | 대표자        | 위 치                            | 비 고 |
| -------- | ------------- | -------------------------------- | ----- |
| 부일교통 | 오봉규        | 연희로41길 113, 2층 (홍은동)     |       |
| 삼하운수 | 정형순        | 홍은중앙로 170 (홍은동)          |       |
| 서북운수 | 김민홍        | 북아현로22가길 4, 2층 (북아현동) |       |
| 연일교통 | 이용구 이용준 | 모래내로 327 (홍은동)            |       |
| 연희교통 | 김민호        | 연희로11마길 85 (연희동)         |       |
| 충정운수 | 정재효        | 독립문로8길 126 (충정로3가)      |       |
| 태화운수 | 김시백        | 홍지문길 3 (홍은동)              |       |
| 홍제교통 | 고평내        | 홍제내길 60 (홍제동)             |       |

## 교육 기관
- 대학원대학교

|  | - 서울과학종합대학원대학교 |

- 사립대학교

|  | - 연세대학교 - 이화여자대학교 - 경기대학교 서울캠퍼스 - 명지대학교 - 추계예술대학교 - 감리교신학대학교 |

- 원격대학

|  | - KCU한국싸이버대학교 - 한국디지털대학교 |

- 사립전문대학

|  | - 명지전문대학 - 서울여자간호대학 |

- 고등학교

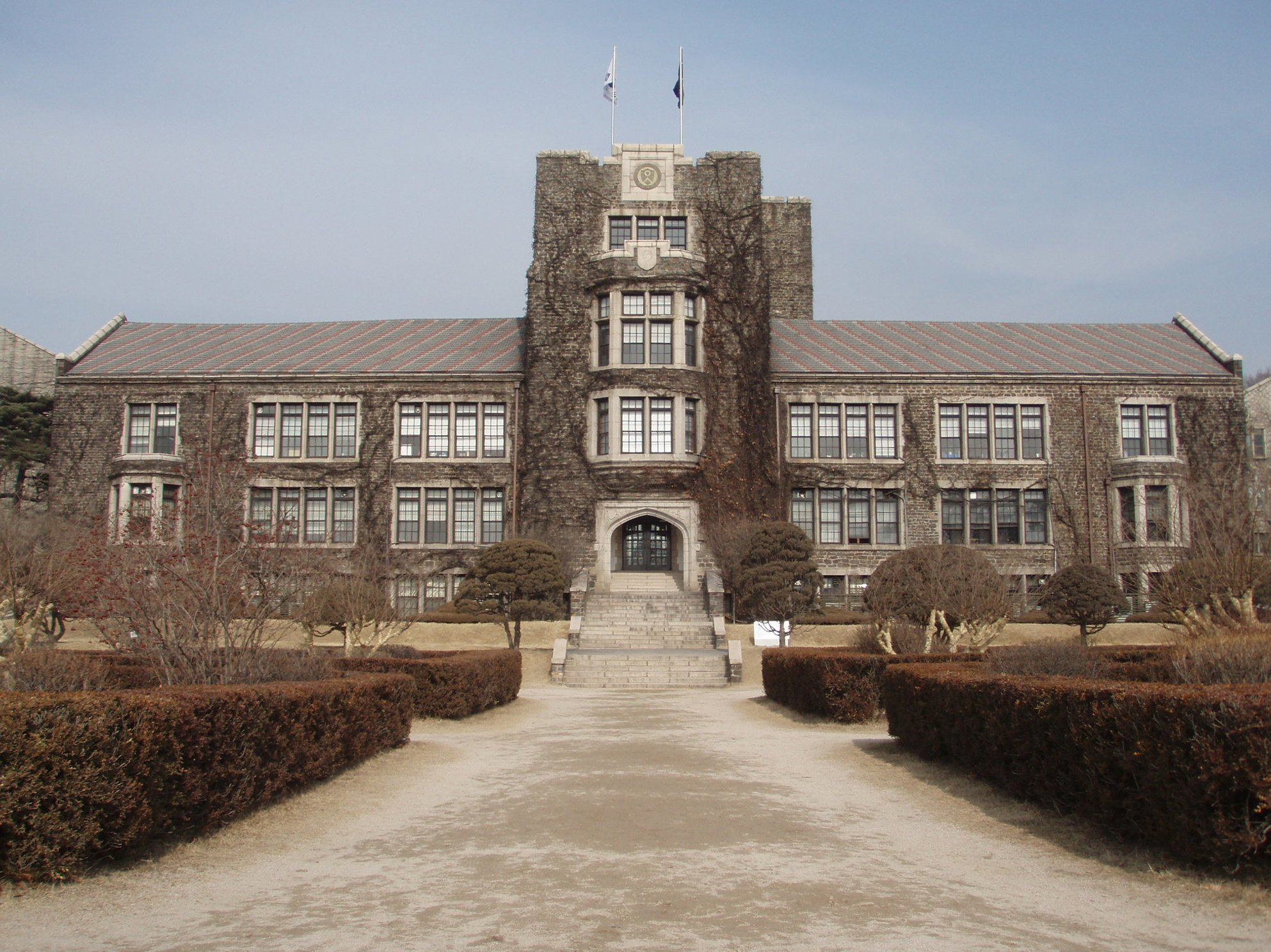
연세대학교 언드우드관

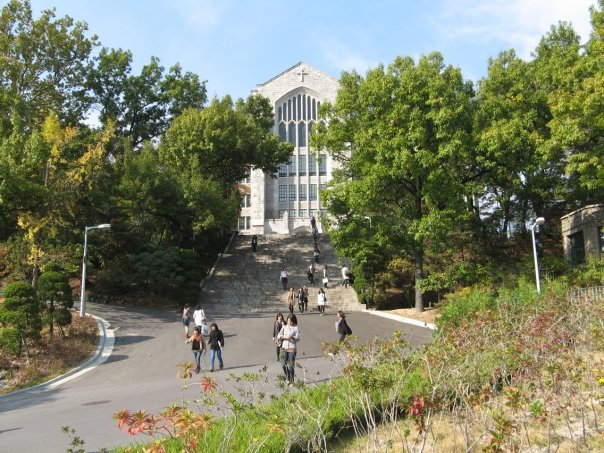
이화여자대학교

|  | - 가재울고등학교 - 명지고등학교 - 이화여자대학교 사범대학 부속 이화·금란고등학교 - 인창고등학교 | - 중앙여자고등학교 - 한성고등학교 - 한성과학고등학교 |

- 중학교

|  | - 가재울중학교 - 동명여자중학교 - 명지중학교 - 서연중학교 | - 신연중학교 - 연북중학교 - 연희중학교 - 이화여자대학교 사범대학 부속 이화·금란중학교 | - 인왕중학교 - 인창중학교 - 정원여자중학교 - 중앙여자중학교 | - 한성중학교 - 홍은중학교 |

- 특수학교

|  | - 연세대학교재활학교 |

## 정치·행정

### 구청
서대문구청은 서울특별시 서대문구 연희로 248 (연희동 168-6번지)에 위치해있다. 구청장은 지방자치단체의 장으로, 2급 정무직공무원으로 보한다.

## 자매 결연
| 지역 & 국가 | 도시           | 도시     |
| ----------- | -------------- | -------- |
| 대한민국    | 전라남도       | 목포시   |
| 대한민국    | 전라남도       | 장흥군   |
| 대한민국    | 전북특별자치도 | 완주군   |
| 대한민국    | 제주특별자치도 | 제주시   |
| 대한민국    | 충청남도       | 아산시   |
| 대한민국    | 충청북도       | 영동군   |
| 일본        | 도쿄도         | 스미다구 |
| 중국        | 허베이성       | 베이징시 |

## 참고 자료
- (한국어/영어/일본어/중국어) 서대문구청 (공식)